# Anoplophora leechi
Anoplophora leechi es una especie de escarabajo longicornio del género Anoplophora, subfamilia Lamiinae. Fue descrita científicamente por Gahan en 1888.
Se distribuye por China. Mide 28-42 milímetros de longitud. El período de vuelo de esta especie ocurre en los meses de junio y julio.